# كلاي أيكن
كلاي أيكن (بالإنجليزية: Clay Aiken)‏ مواليد 30 نوفمبر 1978 في رالي، هو ممثل أمريكي بدأ مسيرته الفنية عام 2003.
كلايتون هولمز أيكن (جاريسوم عند الولادة، ولد في 30 نوفمبر 1978) هو مغني، وشخصية تلفزيونية، وممثل، ومرشح سياسي، وناشط أمريكي. حصل أيكن على المركز الثاني في الموسم الثاني من أمريكان آيدول في عام 2003، وصُنِّف ألبومه الأول، ميجر أوف مان (مقياس الرجل)، بشهادة الأسطوانة البلاتينية. أصدر أربعة ألبومات أخرى بواسطة شركة آر سي ايه، وهم ميري كريسماس ويذ لاف (عيد ميلاد مجيد مع حبي) (2006)، وثاوزند ديفرنت وايز (ألف طريقة أخرى) (2006)، وألبوم الكريسماس أول إذ ويل (كل شيء بخير) (2006)، وأون ماي واي هير (في طريقي إلى هنا) (2008). منذ ذلك الحين أصدر ألبومين آخرين، كلاهما مع شركة التسجيلات ديكا: ترايد أند ترو (مجرب وحقيقي) (2010) وستيدفاست (صامد) (2012).  قام أيكن أيضًا بإحدى عشرة جولة لدعم ألبوماته. إجمالًا، باع أكثر من 5 ملايين ألبوم، وهو متسابق أمريكان آيدول الرابع الأكثر مبيعًا.
شارك أيكن في كتابة مذكرات تعلم الغناء الأفضل مبيعًا في عام 2004. في العام ذاته، كان لديه أيضًا عرض عيد ميلاد متلفز خاص، كلاي أيكن كريسماس سبيشال. خلال معظم عام 2008، ظهر على برودواي في الكوميديا الموسيقية سبامالوت، في دور السير روبن. في عام 2010، استضاف برنامج بي بي إس سبيشل ترايد أند ترو لايف!. ظهر أيضًا في العديد من البرامج التلفزيونية بأدوار كاميو أو كضيف شرف. في عام 2012، تنافس في الموسم الخامس من ذا سيلبرتي أبرينتس، وجاء في المركز الثاني بعد أرسينيو هول.
مع ديان بوبل، أسس أيكن مؤسسة بوبل/أيكن في عام 2003، والتي أعيدت تسميتها لاحقًا باسم مشروع الإدماج الوطني. في عام 2004، أصبح سفيرًا لليونيسف، وهو المنصب الذي شغله حتى عام 2013 عندما تخلى عنه من أجل الترشح للكونغرس. سافر على نطاق واسع في إطار هذا الدور. في عام 2006، تعين لمدة عامين في اللجنة الرئاسية للأشخاص ذوي الإعاقة الذهنية.
في عام 2014، ترشح أيكن لمجلس النواب الأمريكي في منطقة الكونغرس الثانية في ولاية كارولينا الشمالية. فاز في الانتخابات التمهيدية الديمقراطية، لكنه خسر أمام مرشحة الحزب الجمهوري، ريني إلميرز، في الانتخابات العامة.

## وصلات خارجية
- كلاي أيكن على موقع IMDb (الإنجليزية)
- كلاي أيكن على موقع ميوزك برينز (الإنجليزية)
- كلاي أيكن على موقع رولينغ ستون (الإنجليزية)
- كلاي أيكن على موقع قاعدة بيانات برودواي على الإنترنت (الإنجليزية)
- كلاي أيكن على موقع إن إن دي بي (الإنجليزية)
- كلاي أيكن على موقع أول ميوزيك (الإنجليزية)
- كلاي أيكن على موقع ديسكوغز (الإنجليزية)
- كلاي أيكن على موقع قاعدة بيانات الفيلم (الإنجليزية)